# Замок (пристрій)

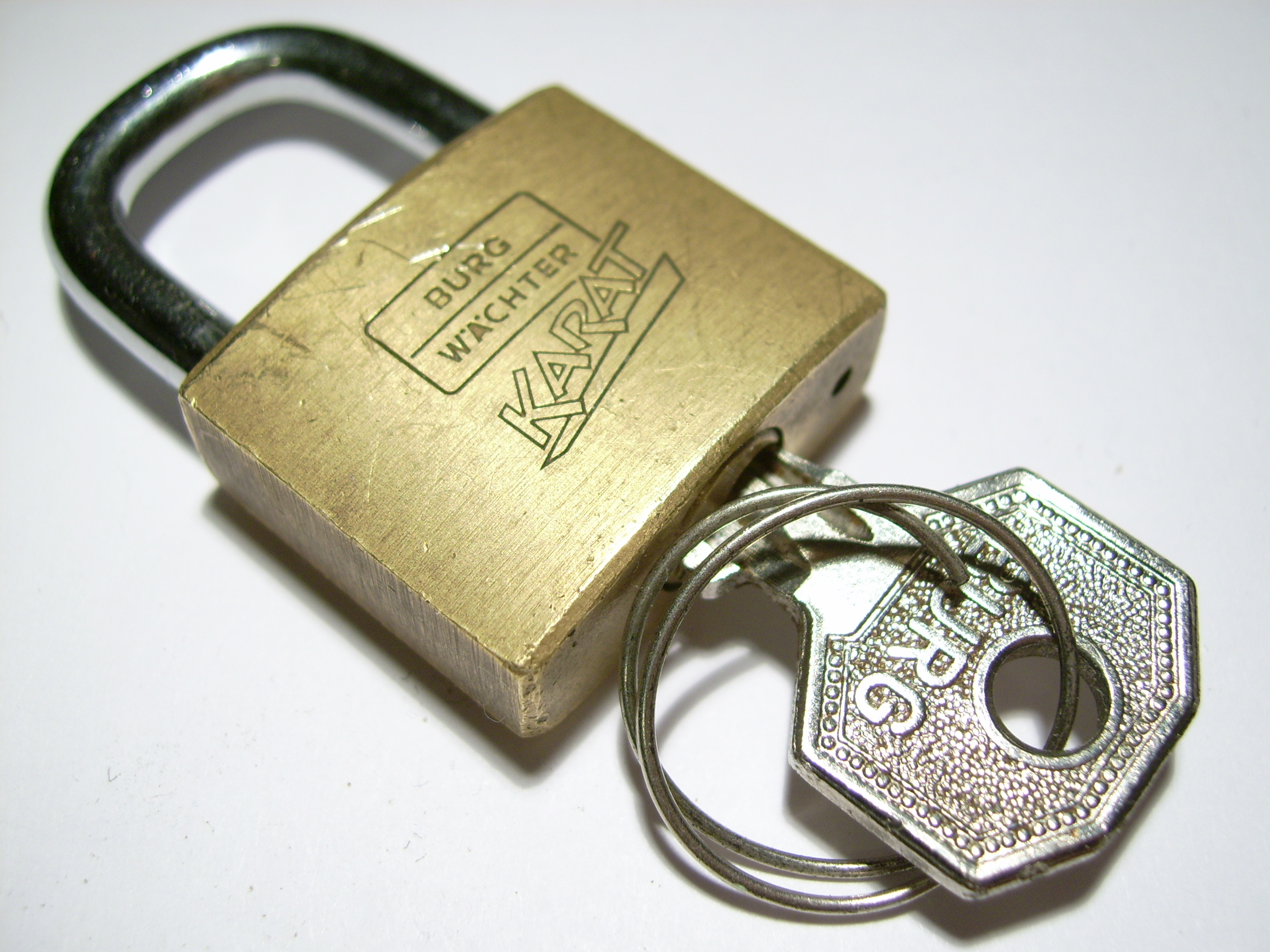
Колодка з ключем

Замо́к — механічний запірний пристрій. Застосовується для замикання дверей, шухляд та ін., а також забезпечує блокування предметів з метою запобігання їх викраденню. Залежно від дії розрізняють замки механічні та електричні. Залежно від кріплення розрізняють замки навісні, накладні, вбудовані (врізні).

## Історія
Замок винайдено в часи переходу людства до осілості, будівництва стаціонарних осель з міцними дверима та майновим розмежуванням. У місцях, де щільність населення була малою, жили родові громади чи релігійні об'єднання замки так і не знадобилися.
Перші замки винайдено в Китаї, Єгипті чи Межиріччі. Там виникли велелюдні поселення з інституціями особистої влади. І тому замки стали нагальною потребою для правителів, адже довірити запаси їжі, багатства та своє життя пригніченим одноплемінникам, найманій варті та навіть близьким родичам ставало небезпечно. Історики називають такі часи «бронзовою добою», водночас перші замки виготовили саме з деревини столяри чи теслі.

### Найпростіші замки

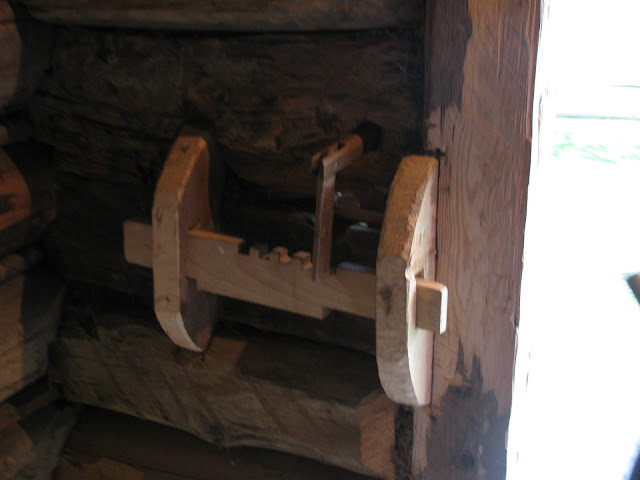
Бганий замок у музею «Старе село». Біля засува видно кінець вставленого в отвір ключа.

Найстаріший зразок такого замка знайшла експедиція Еміля Боти у палаці ассирійського царя Саргона III. Вертикально розташований дерев'яний корпус, в якому пересувався горизонтальний засув, був закріплений на зовнішній поверхні однієї з дверей палацу. Усередині корпусу в вертикальних прорізах вільно пересувались штифти. Конструкція отримала назву «єгипетського» або «штифтового» замка. В Стародавній Греції був поширений замок, що замикали, тягнучи за мотузку, а відмикали довгим бронзовим ключем.

#### В Україні

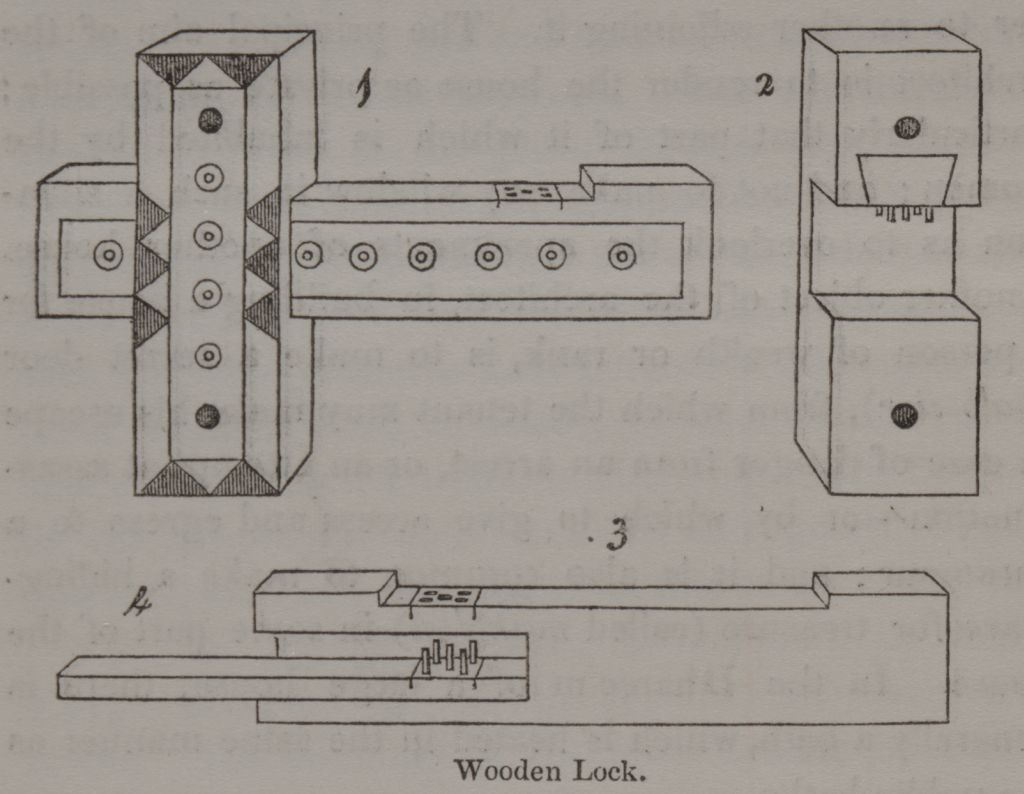
Схема лавчастого замка. Англія, 1836 р.

В Україні також з подавна використовували подібні замки. Найвідоміші серед них — «бганий» (або «одноручний») і «лавчастий» (або «сліпий») замки.
Бганий замок складався із засува, на верхній крайці якого були вирізані виїмки. Над засувом поміщався замковий отвір, у який вставляли бганий ключ. Він мав вигляд рухомо злучених стрижнів, які могли переміщатися один відносно другого тільки в одній площині (як у складаного ножа, який також називався «бганим»), забезпечуючи жорсткість при повороті. Після того, як ключ був вставлений в отвір, його дистальний кінець («язик») опускався на зубці засува і чіпляючись за них, переміщав його в потрібний бік, коли треба було зачинити або відчинити двері.
Лавчастий замок мав складнішу конструкцію. Він складався з одвірника, засува і зубчастого ключа. Одвірник прибивали до одвірків, крізь нього проходив засув, на якому були два отвори (ґари). Усередині одвірника були лавки — гладкі довгасті шматки дерева, які, падаючи в ґари, забезпечували замикання. Коли було треба відмикнути двері, за допомогою зубчастого ключа підіймали лавки, звільнювали засув і переміщали його вбік.

### Металеві замки
Перші металеві замки відомі в Європі з часів стародавнього Риму, хоча конструкції з дерев'яними засувами та бронзовими ключами винайдено раніше. У римській замковій справі злились досягнення народів Середземномор'я, Азії та Європи. Особливий внесок зробили кельти. Тоді з'явились перші цілковито металеві конструкції, як постійні (накладні), так і відокремлювані (навісні). Останні, можливо, запозичені з Азії (Китаю або Індії).
Найчисельнішими серед постійних замків були модифіковані «штифтові», з характерними литими бронзовими ключами, що отримали назву «римські». Серед революційних новацій треба наголосити на механізмах з обертовим ключем та перші системи з використанням пружин.

### Середньовічні замки
З кінцем періоду «Римського миру» замкова справа, як і вся культура, занепадає. Згодом настала «залізна доба», і на перше місце вийшли великі залізні замки накладного типу, з обертовим ключем. Ключ до такого замка легко відрізнити за досить складними, а в найкращих зразках за витіюватими прорізами в борідці. Якщо рисунок прорізів відповідав системі непорушних пластин (бар'єрів) в середині замку, то ключ можна повернути і пересунути засув. Існувало два основних типи.
«Старонімецький», в якому засув закінчувавсь косим зрізом. Такий замок самостійно замикався, коли двері зачиняли, але потребував металеву приймальну планку на одвірку.

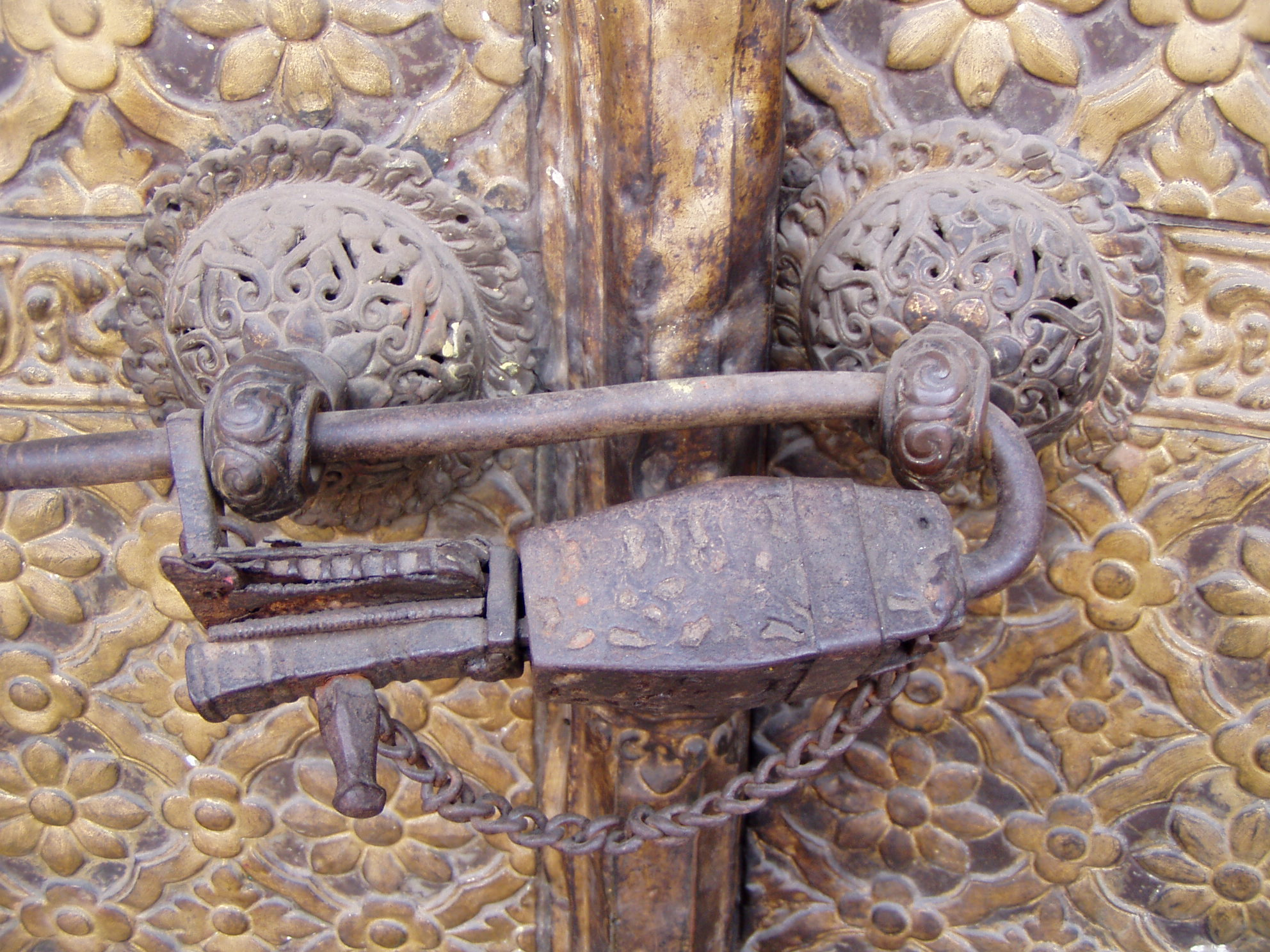
Середньовічний замок

Для відмикання, ключ встромляли в ключову щілину замка, повертали на 100—120° і пересували засув в середину корпусу. При цьому стискувалась пружина, що була позаду засува. Після відчинення дверей, пружина висувала косий зріз засува з корпусу.
У «старофранцузькій» системі засув мав прямий передній зріз, ключ встромляли і обертали (на 180°). Часто над засувом робили пружину, що натискала на засув і тим блокувала його мимовільне зміщення. У східній Європі такі системи, за характерну форму пластини-бази, отримали назву «сокирні». З часом, система «з гальмівною пружиною» була дороблена до «шомпольної». У ній між засувом і пружиною ставили важіль (так званий «шомпол»), що блокував пересування засува, чіпляючи його виступом (зубом). Ключ, при обертанні, спочатку, частиною борідки, піднімає шомпол (розблоковує засув), а по тому пересуває засув.
Більшість середньовічних навісних замків (колодок) від Китаю до Європи виготовляли з пружинними стрілоподібним замикачами на одному з кінців дужки. Ключ вштовхували до корпусу замка, отвори в борідці стискали пружини, після чого дужку виймали. Найпоширенішими такі замки були з циліндричними корпусами. У Східній Європі також відомі замки із корпусами «звірячого» стилю — «барсили» Волзької Булгарії, «замки вікінгів» у вигляді обрізаної пірамідки, замки «коники» Золотої Орди.
Суттєвих новацій за часів середньовіччя майже не було. Змінювався зовнішній вигляд замка, так що деякі зразки мають вигадливу форму, прикрашені гравіруванням, просіченими пластинами з підкладками, малюнками тощо.
У часи пізнього середньовіччя від ковальської справи, уже обробляли розпечений метал, відділились майстри, що спеціалізувались на холодній обробці металу — слюсарі, назва їх професії в деяких мовах походить від слова «замок» (нім. Schlosser, від Schloß — «замок»). Назва фаху, а згодом слюсарна термінологія перейшли до багатьох народів Центральної та Східної Європи. Наприклад, засув почали називати «ригелем» (від нім. Rigiel).

### XVIII—XIX століття

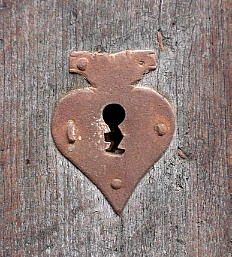
Вбудований замок

Часи «технічної революції» кінця XVIII—XIX ст. дали могутній поштовх і замковій справі. 1778 року англієць Роберт Баррон (англ. R. Barron) запатентував замок «з важелями, що розхитуються в два боки», прототипом якого був «томпольний» замок. 1784 року англієць Джозеф Брама (англ. Joseph Bramah), запатентував принципово нову конструкцію замка, що отримав назву «помповий». Ключ в такому замку не мав звичної борідки — це був циліндр, починаючи з кінця якого вздовж були прорізані пази різної довжини.
1886 року брати Джеремі та Чарлз Чабб (англ. Chabb) отримали патент на «детекторний» замок, який вважають базовим для сучасних «сувальдних» систем.
Прологом справжньої революції в замковій справі став 1847 рік, коли коваль Лінус Йейл Старший (англ. Linus Yale Sr.), з США, запатентував конструкцію, в якій використав принцип давнього «єгипетського» замка. З часом його син, Лінус Єйл Молодший (англ. Linus Yale Jr.), творчо доробив набуток батька і запатентував штифтовий замок з маленьким пласким ключем, який став найпоширенішим замком XX століття.

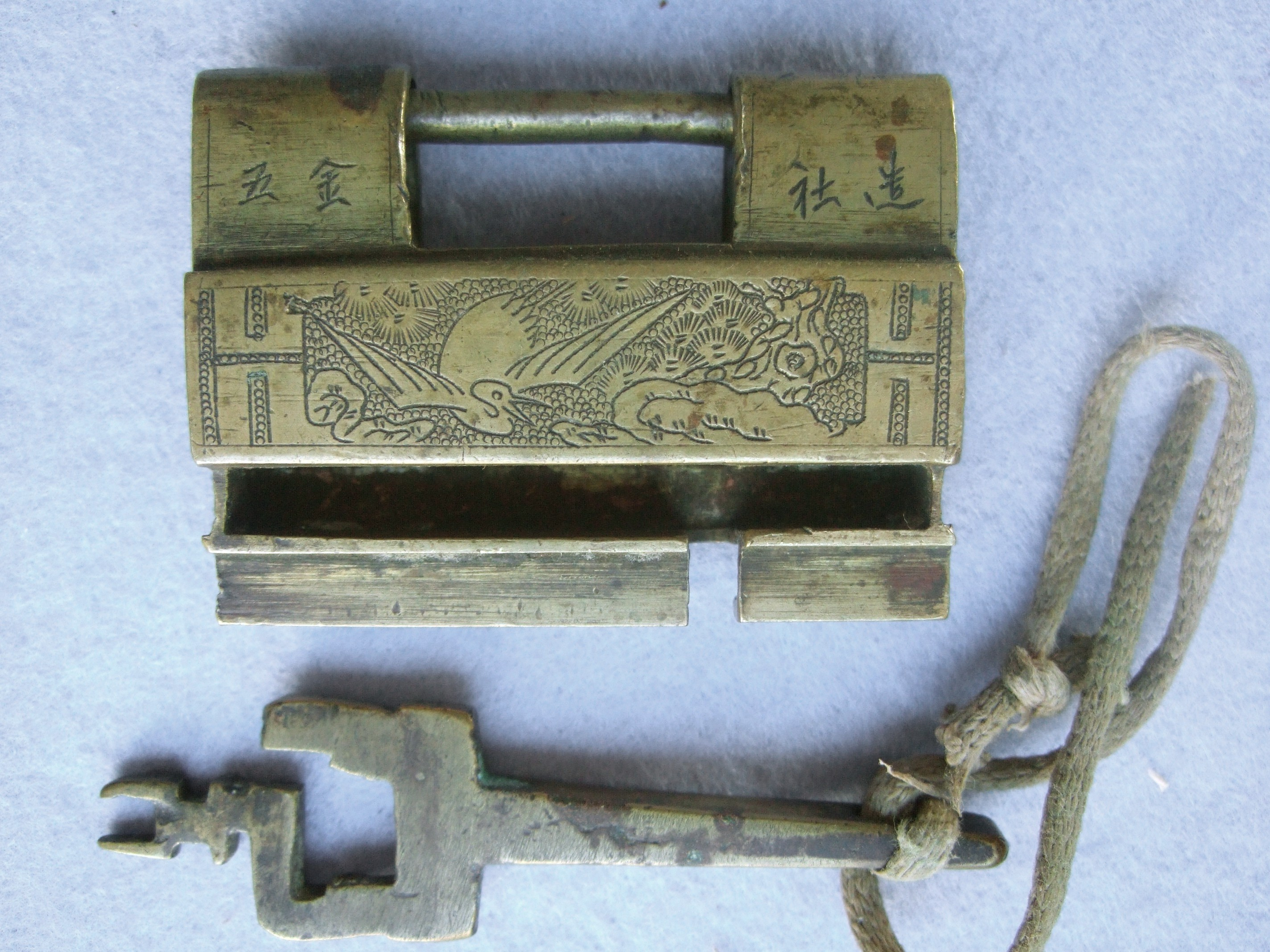
Китайський замок початку XX століття

Окремим класом замків, стали сейфові системи. 1831 року Вільям Резерфорд (англ. William Rutherford), запатентував перший замок з годинниковим механізмом. Винахідник встановив за внутрішнім кінцем засува круглу пластину, що не давала ключеві пересунути засув назад, доки пластина (яку обертав годинниковий механізм) не ставала на вісь засува пазом. 1857 року в США Джеймс Саргент отримав патентом на перший ключовий замок, якого можна було переналагоджувати.
Серед інших знаменитих замків, відзначимо «Protector», патент на який 1874 року отримав Карл-Теодор Кромер (нім. Carl-Theodor Kromer) з Фрайбурга (Німеччина). Його особливістю стало повна відсутність пружин, що важливо для захисту від пожеж.

### XX століття
Багато цікавого винайдено ХХ сторіччя. 1919 року Еміль Хенріксов запатентував дисковий (балансний) циліндровий механізм, ідею якого підказали машина для рахування грошей. У СРСР такий замок називали «фінським».
З розвитком будівництва величезних будівель (офісних чи готелів) виникла необхідність швидко переналагоджувати замкові системи.
Рішення знайшли в електронно-механічних системах. У середині 70-х. Тор Сернес запропонував «легко перепрограмовний замок», що отримав назву «Ving Card». 1994 року в Києві група розробників на чолі з В. Бардаченко отримала патент на переналагоджувальний ключ. У пристрої на центральному стрижні нанизані пластини, на кінцях яких нанесені кодові символи. Обертанням пластин швидко змінюється код ключа. Розроблено також системи, в яких ключем слугує малюнок капілярних ліній пальця, сітківка ока, спектр голосу і тощо.

## Навісні замки
Навісний чи висячий замок складається з корпусу і металевої дужки, що вставляється в скоби (вуха) на двері і одвірку — скобелі чи пробої. Навісні замки мають простішу конструкцію, але вони більші вразливі до зламу.

## Будова
Залежно від будови секретної частини розрізняють сувальдні, циліндрові, дискові, електронні та інші замки.

### Сувальдний замок
У сувальдному замкові таємний механізм складається із вирізних пластин — пластин з фігурними вирізами, які під час відмикання висуваються виступами на борідці ключа. У разі спроби відімкнути замок чужим ключем вирізні пластини блокує ригель. Ключ для таких замків має вигляд стрижня з однією чи двома борідками.

### Циліндровий замок
Циліндровий чи англійський замок — найбільш поширений. Таємною частиною в ньому є циліндр з підпружиненими штифтами (чи рамки із зубцями). Ключ для таких замків має вигляд видовженої пластини з виступами вздовж одного з країв.

### Дисковий замок
Дисковий чи фінський замок розробив у 1907 році Еміль Хенрікссон, а основним його виробником стала фінська компанія Abloy. Його секретна частина складається з ряду дисків, які вільно обертаються відносно один одного. Кожен диск має проріз для ключа та проріз для спеціального стрижня-баланса. Ключ для такого замка являє собою стрижень півкруглого перерізу з виїмками.

### Електронний замок
В електронних замках секретна частина являє собою електронний пристрій. Залежно від принципу дії електронні замки поділяють на біометричні, кодові, смарт-замки та інші. За способом замикання розрізняють електромагнітні та електромеханічні замки.

## «Замки кохання»
Починаючи з 1980-х, у центрі Печа, міста на півдні (Угорщини), закохані почали прикріплювати навісні замки на металеву огорожу (до 2 метрів завдовжки), що розміщена на вуличці Януса Паннонія (угор. Janus Pannonius utca) в історичному середмісті. Ці замки стали символом відданості і вірності закоханих одне одному. Також легенда каже, що той, хто почепив на цьому місці свій замок, обов'язково сюди ще вернеться.
Однак після того, як огорожа була повністю покрита і не було вже місця для нових замків, пари, як місцеві, так і туристи, почали навішувати їх по всьому центру міста — на огорожі й пам'ятники, що призвело до погляду на це явище як на вандалізм. Місцева влада заборонила такі дії, по всьому місту висіли відповідні написи. Пізніше, знайшли вихід з ситуації. Біля старої огорожі встановили нову. 2007 року вони обидві вже були переповнені любовними атрибутами і стали схожі на великі волохаті металеві кулі.
Схожі традиції існують і в інших містах світу. У Мішкольці (Угорщина), очевидно, за зразком Печа, закохані чіпляють замки до огорожі над мостом «Тераса Сінви» (угор. Szinva Terrace). У Ризі (Латвія) одружені пари замикають їх на поручнях мосту і кидають ключ вниз в озеро. Японські молоді пари розвішують свої замки по всьому Токіо, а жителі та гості Флоренції (Італія) чіпляють їх на поручнях огорожі пам'ятника Бенвенуто Челліні, італійського митця епохи Відродження.

## Інші запірні пристрої
- Дверний гак — запірний пристрій у вигляді гака, кінець якого входить у металеву петлю-пробій
- За́крутка, також вертушка — запірний пристрій у вигляді дерев'яного брусочка, що обертається на забитому в одвірок гвіздку
- Засув, зменш. засувка
- Клямка — запірний пристрій у вигляді пластинки з важільцем, на відміну від засува повертається на шарнірі
- Шпінгалет — засувка у вигляді залізного стрижня з важільцем